# Halsey (Oregon)
Halsey és una població dels Estats Units a l'estat d'Oregon. Segons el cens del 2000 tenia 724 habitants.

## Demografia
Segons el cens del 2000, Halsey tenia 724 habitants, 252 habitatges, i 199 famílies. La densitat de població era de 517,7 habitants per km².
Dels 252 habitatges en un 38,5% hi vivien nens de menys de 18 anys, en un 65,5% hi vivien parelles casades, en un 8,3% dones solteres, i en un 21% no eren unitats familiars. En el 15,5% dels habitatges hi vivien persones soles el 4,8% de les quals corresponia a persones de 65 anys o més que vivien soles. El nombre mitjà de persones vivint en cada habitatge era de 2,87 i el nombre mitjà de persones que vivien en cada família era de 3,18.
Per edats la població es repartia de la següent manera: un 27,9% tenia menys de 18 anys, un 11,7% entre 18 i 24, un 30,1% entre 25 i 44, un 22,4% de 45 a 60 i un 7,9% 65 anys o més.
L'edat mediana era de 32 anys. Per cada 100 dones de 18 o més anys hi havia 116,6 homes.
La renda mediana per habitatge era de 45.909$ i la renda mediana per família de 46.477$. Els homes tenien una renda mediana de 32.202$ mentre que les dones 18.750$. La renda per capita de la població era de 16.933$. Aproximadament el 2,6% de les famílies i el 4,6% de la població estaven per davall del llindar de pobresa.

## Poblacions més properes
El següent diagrama mostra les poblacions més properes.